# Entertainment Monitoring Africa
Las listas musicales radiofónicas de Sudáfrica son reunidas y se publicadas por la compañía Entertainment Monitoring África (EMA) anteriormente conocido como MediaGuide Sudáfrica. Es un miembro de la Times Group Media, bajo Entertainment Logistics Services (ELS). La compañía proporciona un gráfico semanal de los diez primeros en formato airplay que está disponible para ser vista por el público en general en línea. Un top 100 está disponible para los usuarios suscriptos a la compañía web. El gráfico Airplay comenzó a partir 21 de mayo de 2013 con su primer número uno "Blurred Lines" de Robin Thicke con T.I. y Pharrell Williams. En la actualidad supervisa 48 estaciones de radio y 8 canales de televisión.
Actualmente, el primer puesto es ocupado por la canción «Thinking Out Loud» de Ed Sheeran.